# 도쿄 가쿠게이 대학

도쿄 가쿠게이 대학 정문

도쿄 가쿠게이 대학(일본어: 東京学芸大学)는 도쿄도, 고가네이시에 소재한 국립 대학이다. 1873년에 설립되어 1964년 현재의 캠퍼스로 이동. 일본을 대표하는 사범대학으로, 교원 양성의 한 축을 이루는 대학이다. 교육 대학이라는 특징 때문에 부속 유치원이 2곳, 부속 소학교가 4곳, 부속 중학교가 4곳, 그리고 부속 고등학교가 2곳이며, 부속 양호학교가 1곳이다. 학부부터 연합대학 박사 과정까지 학생수는 약 6500명, 교직원 수는 교내 부속학교까지 포함해서 950명, 교수진은 340명이다. 현재 약 14개의 대한민국의 교육 기관과 자매 결연을 맺고 있으며, 각국에서 온 500여 명의 유학생(현역 교사 포함)이 재학 중이다.

## 통합된 학교
- 도쿄 제1 사범학교(1873)
- 도쿄 제2 사범학교(1908)
- 도쿄 제3 사범학교(1938)
- 도쿄 청년 사범학교(1920)

## 학부
크게 학교(유치원·초등학교·중학교·고등학교 등)의 교사를 양성하는 '교육계'와, 1988년에 발족한 '교양계'로 나눌 수 있다. 모두 교육학부에 편성되었지만, 사실상 2개의 학부가 있는 것으로 봐도 된다.
'교육계'에서는, 교사 양성을 목적으로 하고 있기 때문에 학생은 교원 면허증(교사 자격증) 취득을 졸업 요건으로 하고 있다.
예전에는, 도쿄도 내 고등학교 교사는 도쿄 교육대학교, 초등학교나 중학교 교사는 이 학교 출신자가 다수였다. 최근에는 졸업생들이 다양한 방면으로 진출을 하고 있으며, 특히 미디어나 방송국에 취직을 많이 한다.
'교양계'는, '제로 면허 과정'이라고도 불리며, 교원 면허증(교사 자격증) 취득이 필수는 아니다.
학사 학위 수여 시 교육계는 교육 학사, 교양계는 교양 학사를 수여한다. 즉, 현재의 도쿄 가쿠게이 대학교는, 교사 양성에만 머무르지 않고, 그 이름처럼 '학예'(학문과 예술)을 추구하는 대학으로 거듭나고 있다.
덧붙여 고등학교 정보 교사 면허증(자격증)은 교양계의 정보 교육 과정에서 취득할 수 있다. 또, 고등학교 공업 교사의 면허증(자격증)은 중등 교육 교원 양성 과정의 기술 전공에서 취득할 수 있다.

### 교육학부 (2007년 3월까지 적용된 편제)
- A류(類)・B류(類)　초등・중등교육교원양성과정
  - 국어선수(選修)・전공 : 소학교(초등학교) 및 중고등학교 국어 정교사 양성을 목적으로 개설.
  - 사회선수(選修)・전공 : 소학교(초등학교), 중학교 사회 정교사 및 고등학교 지리역사(地理歴史), 공민(公民) 정교사 양성을 목적으로 개설.
  - 수학선수(選修)・전공 : 소학교(초등학교) 및 중고등학교 수학 정교사 양성을 목적으로 개설.
  - 이과(理科)선수(選修)・전공 : 소학교(초등학교) 및 중고등학교 이과 정교사 양성을 목적으로 개설.
  - 음악선수(選修)・전공 : 소학교(초등학교) 및 중고등학교 음악 정교사 양성을 목적으로 개설.
  - 미술선수(選修)・전공 : 소학교(초등학교) 및 중고등학교 미술 정교사 양성을 목적으로 개설.
  - 보건체육(保健体育)선수(選修)・전공 : 소학교(초등학교) 및 중고등학교 보건체육 정교사 양성을 목적으로 개설.
  - 가정과선수(選修)・전공 : 소학교(초등학교) 및 중고등학교 가정과 정교사 양성을 목적으로 개설.
  - 영어전공（B류만）- 중고등학교 영어 정교사 양성을 목적으로 개설.
  - 기술전공（B류만） - 중학교 기술 정교사 및 고등학교 공업 정교사 양성을 목적으로 개설.
  - 서도(書道)전공（B류만） - 중학교 국어과서도담당(国語科書道担当) 정교사 및 고등학교 서도(書道) 정교사 양성 목적을 목적으로 개설.
  - 유치원선수(選修)・전공(A류만) : 유치원 교사 양성을 목적으로 개설.
  - 학교교육선수(選修)(A류만) : 학교교육학, 교육심리학, 이론교육학 등의 연구 및 교육을 목적으로 개설.

- C류(類)　특수 교사 과정(障害児教育教員課程) : 양호 학교나 특수 학교, 또는 언어 장애아를 지도하는 교사를 양성하는 목적으로 개설.

- L류(類)　생애학습과정(生涯学習課程)
  - 학습사회문화 전공(学習社会文化専攻) - 고령사회로 인한 평생교육의 개념으로서, 사회학, 박물관학, 도서관학등의 접근으로 연구.
  - 평생 스포츠 전공(生涯スポーツ専攻) - 지역사회와 관련하여 평생스포츠의 복지 건강의 중요성을 재확인하며, 각종체육실기를 배우고 연구.

- N류(類)　인간 복지 과정
  - 상담(カウンセリング)専攻 - 좁은 뜻에서의 상담 및 심리학에서 다루는 다양한 인간관계의 사상을 연구.
  - 종합 사회 시스템 전공(総合社会システム専攻):사회과학에서 다루는 정치학, 경제학, 사회학, 사회복지학 등 광범위한 분야를 통합하여 연구.

- K류(類)　국제 이해 교육 과정
  - 일본 연구 전공 : 일본의 역사, 문화, 민속, 지리를 체계적으로 학습하고 연구한다. 일본을 국제적인 관점에서 객관적으로 바라보며, 지역 연구의 대상으로 한다.
  - 아시아 연구 전공 : 아시아, 특히 동아시아의 역사, 지리, 민속, 문화 등을 연구(지역연구)한다.
  - 구미 연구 과정(欧米研究専攻)- 유럽이나 아메리카, 오세아니아등 서양의 역사, 지리, 정치, 사회, 경제, 문학, 문화 등을 체졔적으로 학습 및 연구한다.
  - 국제 교육 전공 - 귀국자녀교육(帰国子女教育)이나 각 나라별 비교 교육역사를 시작으로 하여, 다양한 국제 교육에 대해 연구.
  - 다언어 다문화 전공(多言語多文化専攻):다문화주의가 유입되는 글로벌화사회와 관련하여, 다양한 언어와 다양한 문화가 존재하는 사회에 대하여 연구한다.
  - 일본어교육 전공 : 국제화 시대에서의 일본어교육방법론・의의 및 일본어의 언어학적 특징을 연구한다.
- F류(類)　환경교육 과정
  - 환경교육 과정 - 환경이라는 하나의 생태적·사회적 시스템을, 문리횡단적(文理横断的)·학제적(学際的)인 견지에서 고찰·연구한다.
  - 자연환경과학 전공 : 자연에서 발생하는 다양한 현상을 물리학, 화학, 생물학, 지구 과학의 시점에서 탐구한다.
  - 문화재과학 전공 - 문화재 보존 및 발굴 방법을 연구한다. 또한 문화재의 역사적이고 고고학적인 의의를 연구한다.

- J류(類)　정보 교육 과정
  - 정보교육 전공 - 새로운 교육 과정으로 편성된 정보(과학) 정교사 양성 및 컴퓨터나 미디어와 관련하여 기술적, 사회적 문제를 연구.

- G류(類)　예술문화 과정
  - 음악전공 - 교원 양성에 연연하지 않으며, 광범위한 예술로서의 음악 연구를 목표로 한다.
  - 미술전공 - 교원 양성에 연연하지 않으며, 광범위한 예술로서의 미술 연구를 목표로 한다.
  - 서예전공 - 교원 양성에 연연하지 않으며, 광범위한 예술로서의 서예 연구를 목표로 한다.
  - 표현커뮤니케이션(表現コミュニケーション)전공 : 댄스, 무용, 연극 등 인간의 신체적인 표현 방법과 관련하여 이론적으로 연구한다.

#### 교육학부 개편 (2007년 4월부터 적용)
개편된 학제는 2007년 4월부터 적용한다.
- 새로 개설된 과정/선수(選修)
  - A류(類) : 영어 선수(選修)
  - D류(類) : 양호교육교원 양성 과정 (養護教育教員養成課程)

- 분리된 선수(選修)
  - A류(類) 학교교육 선수 → '학교교육 선수', '학교심리 선수'로 분리.

- 명칭이 변경된 과정 및 선수(選修)
  - A류(類) : 유치원 선수(選修) → 유아교육 선수(選修)
  - C류(類) : 특수교사 과정(障害児教育教員課程) → 특별지원교육교원 양성 과정 (特別支援教育教員養成課程)
  - F류(類) : 환경교육 과정 → 환경종합과학 과정(環境総合科学課程)
  - N류(類) : 인간복지 과정 → 인간사회과학 과정(人間社会科学課程)
  - G류(類) : 예술문화 과정 → 예술스포츠문화 과정

- 과정 및 명칭이 변경된 전공
  - L류(類) : 학습사회문화 전공 (学習社会文化専攻) → N류(類) 평생학습 전공(生涯学習専攻)
  - L류(類) : 평생스포츠 전공 (生涯スポーツ専攻) → G류(類) 평생스포츠 전공(生涯スポーツ専攻)

- L류(類)의 평생학습과정(生涯学習課程)은 폐지.

## 대학원 ・전공과

### 대학원교육학연구과정（석사과정）
학부 위에 설치된 석사 과정이다. 학위 수여 시 교육학 석사 또는 학술 석사 학위를 수여한다.
- 학교교육 전공（학교교육 코스、아동교육 코스）
- 학교심리 전공（학교심리 코스、임상심리 코스）
- 특별지도교육 전공（특별지원교육 코스、발달장애 코스、지원방법 코스）
- 가정교육 전공（가정과교육 코스、생활과학 코스）
- 국어교육 전공（국어과교육 코스、일본어학・일본문학 코스、중국고전학 코스）
- 영어교육 전공（영어과교육 코스、영어학・영미문학문화 코스）
- 사회과교육 전공（사회과교육 코스、지리학 코스、역사학 코스、철학・논리학코스、법학・정치학 코스、경제학 코스、사회학 코스）
- 수학교육 전공（수학과교육 코스、수학 코스）
- 이과교육 전공（이과교육 코스、물리학 코스、화학 코스、생물학 코스、지학 코스）
- 기술교육 전공（기슬과교육 코스、기술과학 코스）
- 음악교육 전공（음악과교육 코스、음악 코스）
- 미술교육 전공（미술과교육 코스、미술 코스、서도교육 코스）
- 보건체육 전공（체육과교육 코스、체육학 코스、운동학 코스）
- 양호교육 전공（양호교육 코스）
- 종합교육개발 전공
  - 국제이해교육 코스 (다언어다문화교육 서브 코스、일본어교육 서브 코스、지역연구교육 서브 코스)
  - 평생교육 코스（평생교육 서브 코스、공생사회교육 서브 코스、건강・평생스포츠 서브 코스）
  - 정보교육 코스
  - 환경교육 코스（환경교육 서브 코스、환경자연과학 서브 코스、문화유산교육 서브 코스
  - 표현교육 코스（표현커뮤니케이션교육 서브 코스、학술교육 서브 코스）

### 대학원연합학교교육연구과（박사 과정）
박사 과정은 요코하마 국립대학, 사이타마 대학, 지바 대학과 함께 '연합 대학원'의 형태로 설치되어 있다. 학위 수여시, 교육학 박사 또는 학술박사가 학위가 수여된다.
- 학교교육학 전공
  - 교육구조론 강좌
  - 교육방법론 강좌
  - 발달지원 강좌
  - 언어문화계교육 강좌
  - 사회계교육 강좌
  - 자연계교육 강좌
  - 예술계교육 강좌
  - 건강・스포츠교육 강좌
  - 생활・기술계교육 강좌

### 특수교육특별 전공과
- 지적장애교육 전공

## 국제 교류
2009년 기준으로 대한민국의 14개 학교와 교류를 하고 있다.
| 대학명                | 체결일자         | 협력내용                | 비고 |
| --------------------- | ---------------- | ----------------------- | ---- |
| 신라대학교            | 1995년 6월 26일  | 학술교류/ 학생교류(5명) |      |
| 남서울대학교          | 1995년 6월 28일  | 학술교류/ 학생교류(5명) |      |
| 전남대학교            | 1997년 10월 28일 | 학술교류/ 학생교류(5명) |      |
| 공주대학교            | 1998년 3월 27일  | 학술교류/ 학생교류(5명) |      |
| 서울시립대학교        | 1998년 12월 14일 | 학술교류/ 학생교류(5명) |      |
| 경기대학교            | 2002년 3월 22일  | 학술교류/ 학생교류(2명) |      |
| 서울교육대학교        | 2003년 10월 2일  | 학술교류/ 학생교류(5명) |      |
| 충남대학교            | 2004년 1월 30일  | 학술교류/ 학생교류(1명) |      |
| 연세대학교 교육대학원 | 2005년 7월 29일  | 학술교류/ 학생교류(2명) |      |
| 한국교원대학교        | 2005년 10월 28일 | 학술교류/ 학생교류(2명) |      |
| 경인교육대학교        | 2008년 10월 27일 | 학술교류/ 학생교류(2명) |      |
| 청주교육대학교        | 2009년 4월 1일   | 학술교류/ 학생교류(1명) |      |
| 제주대학교            | 2009년 4월 21일  | 학술교류/ 학생교류(2명) |      |
| 한국전통문화학교      | 2009년 5월 13일  | 학술교류                |      |

- 대한민국 외 다른나라에 있는 교육기관과의 교류현황
  - 도쿄가쿠게이 대학과 자매결연 맺은 대학들 참조

## 사진

도쿄가쿠게이 대학 교내 주요 건물
강의동 S동
강의동 N동
강의동 연결 통로
학생 복지관
도서관